# 豆腹凹腹鳕
豆腹凹腹鳕（学名：Ventrifossa petersoni）为长尾鳕科凹腹鳕属的鱼类。分布于印度尼西亚的班达海、阿拉弗拉海、佛罗里斯海、苏门答腊以西印度洋、如尼科巴群岛、安达曼群岛及东非沿海以及南海等，属于热带深海底层鱼类。其多生活于水深343.85-465米。该物种的模式产地在印度洋安达曼群岛。